# Ministério da Agricultura, Pescas e Alimentação
O Ministério da Agricultura, Pescas e Alimentação foi a designação de um departamento dos X e XI Governos Constitucionais de Portugal.

## Ministros
Os titulares deste ministério foramː
| Período     | Ministro       | Governo                   |
| ----------- | -------------- | ------------------------- |
| 1985 – 1987 | Álvaro Barreto | X Governo Constitucional  |
| 1987 – 1990 | Álvaro Barreto | XI Governo Constitucional |
| 1990 – 1991 | Arlindo Cunha  | XI Governo Constitucional |